# Кавасту (Луунья)
Ка́васту (ест. Kavastu küla) — село в Естонії, у волості Луунья повіту Тартумаа.

## Населення
Чисельність населення на 31 грудня 2011 року становила 252 особи.

## Географія
Через населений пункт проходить автошлях 22250 (Луунья — Кавасту — Кооза).
Територією села тече річка Емайиґі.

## Пам'ятки
- Маєток Кавасту (Kavastu mõis).
- Кавасту Когтуківі — валун, що використовувався як жертовник.[3]

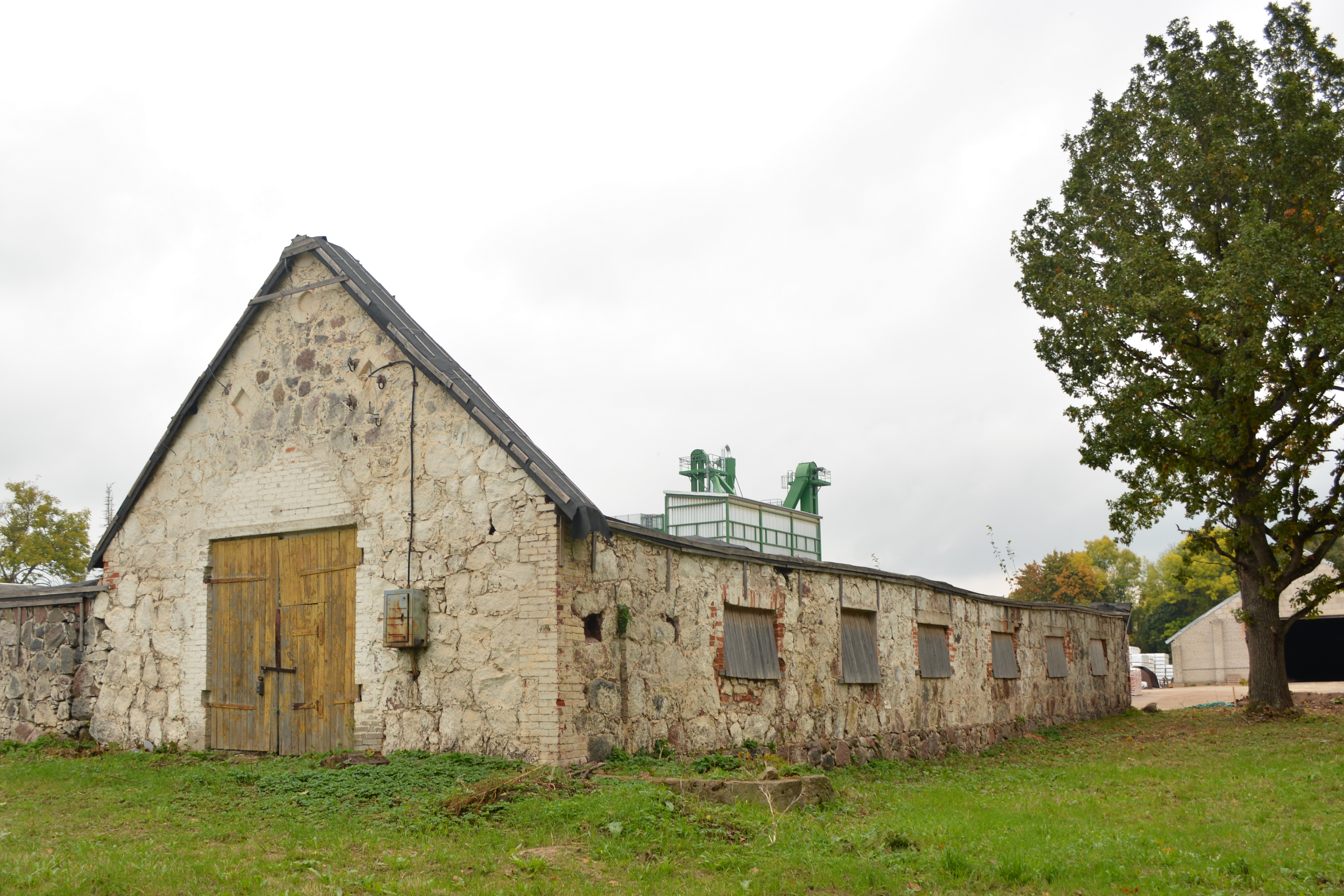
Стайня маєтку
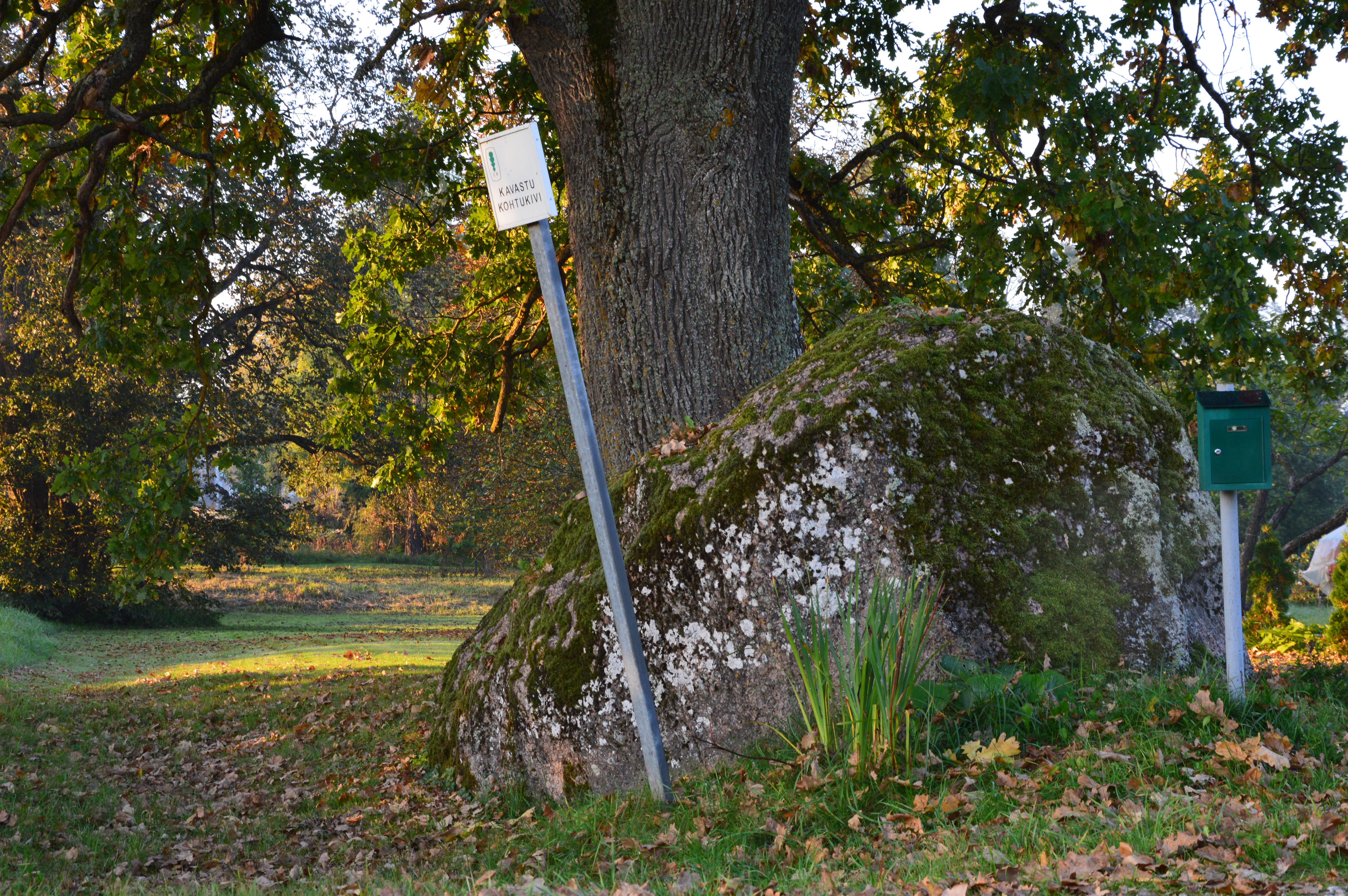
Кавасту Когтуківі